# Cromio (di Misia)
Cromio (in greco antico: Χρόμιος?, Chrómios) o Cromi (in greco antico: Χρόμις?, Chrómis) è un personaggio della mitologia greca, capitano misio schieratosi a favore dei Troiani nella guerra di Troia.

## Mitologia
Cromio è citato unicamente in un verso del libro II dell’Iliade, come Cromi. Omero non dice altro su di lui, se non che condivideva il suo ruolo di condottiero con l'indovino Ennomo, originario come lui della Misia.
Secondo lo Pseudo-Apollodoro, Cromio era fratello di Ennomo, poiché entrambi erano figli di un tale Arsinoo. Essi erano stati inviati a combattere per la difesa di Troia dal re Telefo, che in seguito mandò anche il proprio figlio Euripilo, una volta cresciuto.
Non si sa quale fu la sua sorte nella guerra, poiché a differenza del fratello, ucciso da Achille nonostante le sue arti augurali, Cromio sembra sopravvivere, a meno che non sia da identificare col Cromio ucciso da Odisseo nel libro V dell’Iliade.